# Лорен, Келли Анн
Келли Анн Лорен (фр. Kelly Ann Laurin; род. 16 ноября 2005, Сен-Жером) — канадская фигуристка, выступающая в парном катании. В паре с Лукой Этье была бронзовым призёром Гран-при США (2022).

## Биография
Лорен начала заниматься фигурным катанием в 2011 году. Впоследствии она перешла в парный разряд, где её партнёром стал Лука Этье. В сезоне 2018/19 они победили на чемпионате Канады среди новичков (англ. Novice).
В следующем сезоне Лорен и Этье дебютировали на международной арене, расположившись на шестой строчке юниорского Гран-при Польши. В продолжении того соревновательного года пара завоевала две медали. Сперва они победили в юниорской категории международного турнира Bavarian Open. Затем подопечные Ивана Дежардена завоевали бронзу юниорского чемпионата Канады, в результате чего получили путёвку на юниорский чемпионат мира 2020, заняв там четырнадцатое место.
Состязания сезона 2020/21 были отменены из-за пандемии COVID-19. По возобновлении турниров, Лорен и Этье доказали свою конкурентоспособность, став шестыми и четвёртыми на чемпионате Канады и Skate Canada Challenge соответственно. В 2022 году канадцы вышли на взрослый уровень. Первым турниром подобного ранга для них стал челленджер U.S. Classic 2022, где пара стала пятой в общем зачёте.
Благодаря уверенному выступлению на U.S. Classic, молодой дуэт был приглашён на один из этапов Гран-при — Skate America. В обоих прокатах на Гран-при США они обновили личные рекорды, самым ярким моментом этих программ стали поддержки максимального четвёртого уровня. В впечатляющей, по оценке Олимпийского комитета Канады, произвольной программе они выполнили тройную подкрутку, параллельный тройной риттбергер и выброс тройной риттбергер.

## Программы
В паре с Лукой Этье
| Сезон   | Короткая программа           | Произвольная программа                                                                           |
| ------- | ---------------------------- | ------------------------------------------------------------------------------------------------ |
| 2022/23 | - «All Right Now» Superhuman | - «Карнивал Роу» Нейтан Барр - «In the End» Томми Профитт, Честер Беннингтон, Майк Шинода, Флюри |
| 2019/20 | - «Доктор Живаго» Морис Жарр | - «История вечной любви» Джордж Фентон                                                           |

## Результаты
В паре с Лукой Этье
| Соревнования                | 18/19         | 19/20         | 20/21         | 21/22         | 22/23         |
| Международные               | Международные | Международные | Международные | Международные | Международные |
| --------------------------- | ------------- | ------------- | ------------- | ------------- | ------------- |
| Гран-при США                |               |               |               |               | 3             |
| Гран-при Канады             |               |               |               |               | 7             |
| U.S. Int. Classic           |               |               |               |               | 5             |
| Международные среди юниоров |               |               |               |               |               |
| Чемпионат мира              |               | 14            |               |               |               |
| Гран-при Польши             |               | 6             |               |               |               |
| Bavarian Open               |               | 1             |               |               |               |
| Национальные                |               |               |               |               |               |
| Чемпионат Канады            |               |               |               | 6             |               |
| ЧК среди юниоров            |               | 3             |               |               |               |
| ЧК среди новичков           | 1             |               |               |               |               |